# Mercedes Knight
Il nome Mercedes Knight identifica una famiglia di autovetture appartenenti alla fascia superiore e di lusso, prodotte dal 1910 al 1924 dalla Casa tedesca Daimler per il suo marchio automobilistico Mercedes.

## Storia e profilo
La storia della famiglia delle Mercedes Knight testimonia gli sforzi della Daimler tedesca nel ricercare nuove soluzioni tecniche che potessero servire come alternativa ai tradizionali motori a scoppio. Le Mercedes Knight erano infatti tutte accomunate da una particolarità tecnica, non riscontrabile sulle altre Mercedes, e neanche nelle successive Mercedes-Benz: tale particolarità tecnica stava nel motore avalve con valvole a fodero realizzato secondo il "Silent-Knight" dell'inventore statunitense Charles Yale Knight, dal quale la Mercedes acquistò i diritti per la produzione sotto licenza, con l'obbligo di denominarne le vetture.
La storia delle Mercedes con motore Knight ebbe inizio durante i primi mesi del 1910, quando Paul Daimler acquistò i diritti di produzione per tali motori, colpito dalle loro doti di silenziosità. Nel giro di pochi mesi il primo di tali motori venne montato sul primo modello della famiglia Knight destinato alla produzione in serie.

### La Knight 16/40 PS
Tale modello fu la Knight 16/40 PS, un modello già appartenente alla fascia lusso della gamma Mercedes di allora, poiché montava un motore a 4 cilindri in linea di tipo biblocco. Tale motore, della cilindrata di 4080 cm³ (100x130 mm di alesaggio e corsa), era alimentato mediante un carburatore con valvola a saracinesca e le valvole a fodero erano mosse da un albero (ovviamente non a camme), a sua volta azionato da ingranaggi cilindrici. La potenza massima raggiunta da tale propulsore era di 40 CV a 1750 giri/min, valore che consentiva alla vettura il raggiungimento di una velocità massima di 80 km/h.
L'autotelaio era in lamiera d'acciaio stampata con sezione ad U. Tale struttura ospitava gli attacchi delle sospensione ad assale rigido con molle a balestra e degli organi dell'impianto frenante, che agiva sull'albero cardanico di trasmissione. Il cambio era a 4 marce, con frizione a doppio cono.
La 16/40 PS venne prodotta dal 1910 al 1916.

### La Knight 10/30 PS
Il 1912 fu un anno assai importante per la gamma Knight del marchio Mercedes: in quell'anno la gamma si arricchì notevolmente, poiché vide l'entrata in produzione di altri due modelli di diverse fasce di mercato, modelli che andarono ad affiancarsi alla 16/40 PS, fino a quel momento unica rappresentante della gamma Knight. Il modello che si posizionava alla base di tale gamma era la Knight 10/30 PS, che montava un motore Knight da 2610 cm³ di cilindrata, motore in grado di erogare una potenza massima di 30 CV a 1750 giri/min. La velocità massima era di 70 km/h. Il resto della meccanica ricalcava praticamente quanto già visto a proposito del modello 16/40 PS.
La Knight 10/30 PS fu prodotta fino al 1915 e fu sostituita lo stesso anno dalla Mercedes 12/32 PS, con motore da 3 litri non più a fodero, ma di tipo tradizionale.

### La Knight 17/50 PS
Il modello 17/50 PS della gamma Knight fu l'unico della famiglia Knight a non vedere mai la produzione in serie: nei due anni in cui la Casa tedesca vi si dedicò, esso fu prodotto in tre esemplari sperimentali. Esso montava un motore da 4400 cm³, nato dall'allungamento della corsa dei cilindri del 4.1 litri montato sulla 16/40 PS. La potenza massima era di 50 CV a 1750 giri/min.

### La Knight 25/65 PS
Il modello 25/65 PS della gamma Knight, anch'esso esordiente nel 1912, fu il modello di punta della gamma. Nacque per affiancarsi ai modelli di lusso Mercedes con motore tradizionale, in modo da costituire un'alternativa per chi voleva (e poteva permettersi) un modello diverso dal solito. È considerato quindi uno dei modelli che andarono a sostituire la 31/55 PS, uscita di produzione tre anni prima.
La 25/65 PS montava un quadricilindrico biblocco da 6330 cm³ (120x140 mm), caratterizzato da un rapporto di compressione di 4.6:1 e da una potenza massima di 65 CV a 1750 giri/min. Si trattava di una vettura dalle dimensioni imponenti, poiché arrivava a 4.9 m di lunghezza, con un passo che poteva raggiungere anche i 3.645 m. Era notevole quindi anche la massa del veicolo, la quale superava senza difficoltà le due tonnellate. Ciò penalizzava enormemente le prestazioni, visto che la velocità massima era di appena 85 km/h.
La 25/65 PS fu tolta di produzione nel 1915: in seguito a ciò, l'unica Mercedes di pari livello sarebbe stata la 22/50 PS, in produzione già da 3 anni.

### La Knight 16/45 PS
La Knight 16/45 PS fu la naturale evoluzione del modello 16/40 PS visto poco sopra. Debuttò nel 1916 e si differenziava dalla 16/40 PS, appunto, per il motore, identico, ma con potenza massima innalzata di 5 CV. Tale incremento si ebbe grazie all'aumento del rapporto di compressione, portato da 4:1 a 5:1. Le prestazioni rimasero però pressoché invariate. Il modello 16/45 PS fu quello coronato da miglior successo commerciale tra quelli appartenenti alla gamma Knight, poiché ne furono venduti ben 5350 esemplari. La produzione della Knight 16/45 PS terminò nel 1923.

### La Knight 16/50 PS
Questo modello venne prodotto solo nel 1924, ultimo anno di produzione della gamma Knight, ed andò a sostituire il modello 16/45 PS. La differenza principale stava nel motore, con potenza ulteriormente innalzata a 50 CV. Anche in questo caso le prestazioni non si discostavano di molto da quelle dei due modelli che l'hanno preceduta. Alla fine dello stesso anno la Knight 16/50 PS venne tolta di produzione, sostituita due anni dopo da un modello Mercedes-Benz, la W03.